# Felix de Muelenaere
Felix Amandus, Conde de Muelenaere (Pittem, 5 de abril de 1793 – Pittem, 5 de agosto de 1862) foi um nobre e político belga.

## Carreira
De Muelenaere trabalhou como advogado em Bruges e foi membro da Segunda Câmara do Reino Unido dos Países Baixos de 1824 à 1829. Após a independência da Bélgica, tornou-se governador da província de Flandres Ocidental, membro da Câmara dos Representantes da Bélgica (1831-1848), e Ministro das Relações Exteriores no primeiro Governo belga. Foi primeiro-ministro da Bélgica entre 1830 e 1831.